# 格明
格明是奥地利萨尔茨堡州萨尔茨堡城郊县的一个市镇。总面积8.77平方公里，总人口620人，人口密度70.7人/平方公里（2005年）。